# Astressin-B

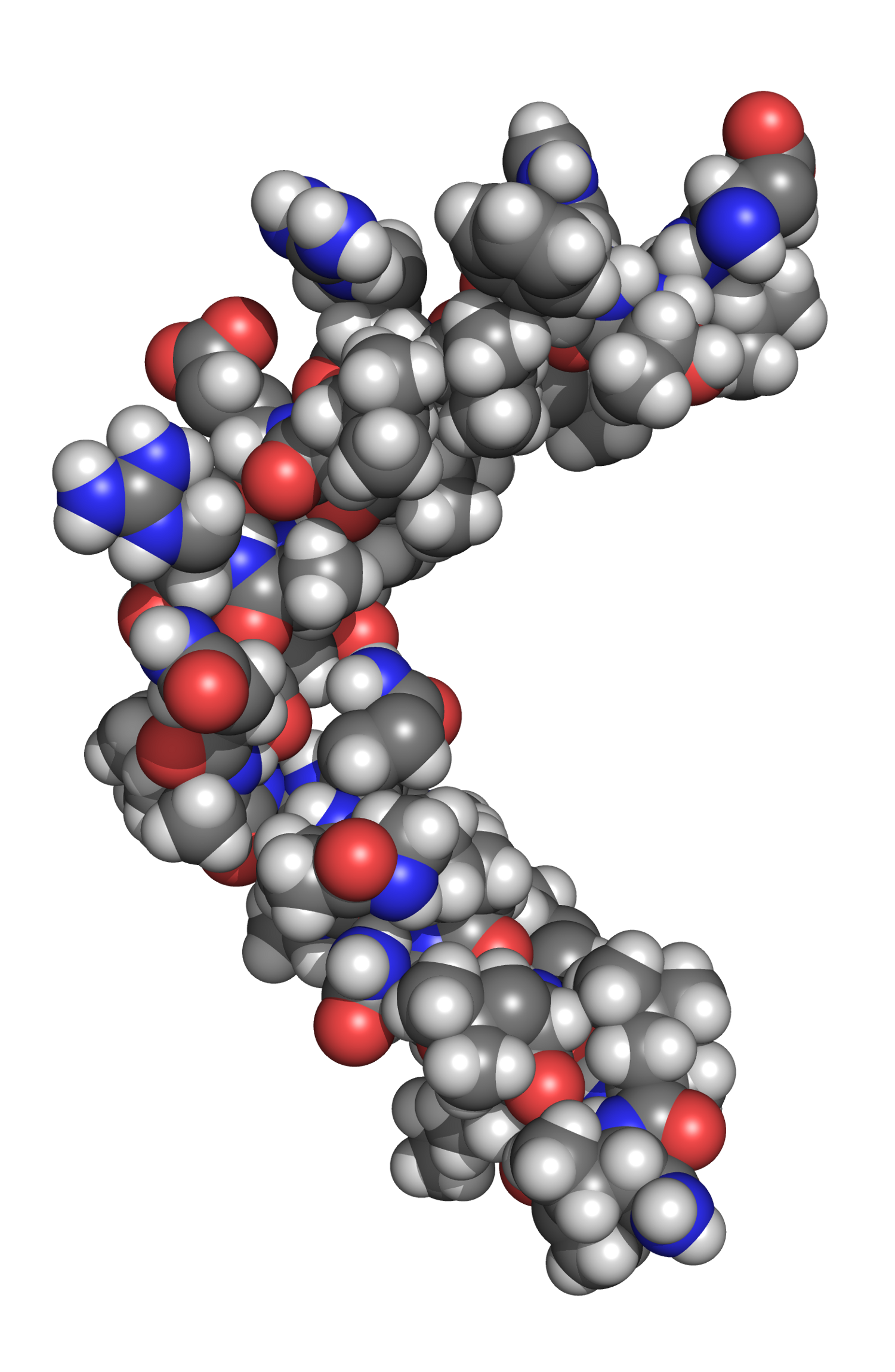
Astressin-B

Astressin-B (AST) là một chất đối kháng hormone giải phóng corticotropin không chọn lọc làm giảm quá trình tổng hợp ACTH và cortisol.
Giảm tổng hợp ACTH, nó cải thiện khả năng tình dục của chuột trong điều kiện căng thẳng.
Vào năm 2011, nghiên cứu cho thấy rằng việc điều trị bằng astressin-B đã gây ra sự tăng trưởng đột ngột của lông ở chuột được tạo ra để tạo ra xu hướng căng thẳng.